# Park prirode Velebit
Park prirode Velebit je najznačajnije endemsko čvorište flore i kopnene faune u Hrvatskoj.
Velebitska degenija (Degenia velebitica), hrvatska gušarka (Arabis croatica), hrvatsko zvonce (Edraianthus graminofolius var. croaticus), riba oštrulja (Aulopyge hugeli), dugonogi šišmiš (Myotis capaccinii) i vuk (Canis lupus) samo su neke od najpoznatijih endemskih i rijetkih vrsta parka prepunog različith krških fenomena.
Unutar parka prirode Velebit se nalaze ova zaštićena područja:
- uvala Zavratnica
- Velnačka glavica
- Hajdučki kukovi
- Rožanski kukovi
- Cerovačke špilje
- Posebni rezervat šumske vegetacije Štirovača
- Botanički rezervat Zavižan-Balinovac-Velika kosa

Za zaštitu je predložena geološka osobitost Paripov jarak.

## Poveznice
- Park prirode
- Hrvatski nacionalni parkovi i parkovi prirode
- Velebit
- Nacionalni park Sjeverni Velebit

## Vanjske poveznice
- Park prirode Velebit - službene stranice